# El Yaqui
El Yaqui är en ort i Mexiko.   Den ligger i kommunen Guaymas och delstaten Sonora, i den nordvästra delen av landet, 1 500 km nordväst om huvudstaden Mexico City. El Yaqui ligger 99 meter över havet och antalet invånare är 254.
Terrängen runt El Yaqui är huvudsakligen platt, men österut är den kuperad. Runt El Yaqui är det glesbefolkat, med 12 invånare per kvadratkilometer. Närmaste större samhälle är La Palma, 18,4 km sydväst om El Yaqui. Omgivningarna runt El Yaqui är i huvudsak ett öppet busklandskap.